# Mickenhagen
Mickenhagen ist eine Hofschaft in Hückeswagen im Oberbergischen Kreis im Regierungsbezirk Köln in Nordrhein-Westfalen (Deutschland).

## Lage und Beschreibung
Mickenhagen liegt im östlichen Hückeswagen nahe der Bevertalsperre.
Nachbarorte sind Käfernberg, Wefelsen, Busche, Buchholz, Kleinberghausen und Großberghausen. Mickenhagen liegt am Kreuzungspunkt der Kreisstraßen K11 und K12. Der Mickenhagener Bach fließt am Ort vorbei.

## Geschichte
1481 wurde der Ort das erste Mal in einer Spendenliste für den Marienaltar der Hückeswagener Kirche urkundlich erwähnt. Schreibweise der Erstnennung: Mickenhagen. Die Karte Topographia Ducatus Montani aus dem Jahre 1715 zeigt einen Hof und bezeichnet diesen Hof mit Mückenhag.
Im 18. Jahrhundert gehörte der Ort zum bergischen Amt Bornefeld-Hückeswagen. 1815/16 lebten 21 Einwohner im Ort. 1832 gehörte Mickenhagen der Berghauser Honschaft an, die ein Teil der Hückeswagener Außenbürgerschaft innerhalb der Bürgermeisterei Hückeswagen war. Der laut der Statistik und Topographie des Regierungsbezirks Düsseldorf als Weiler kategorisierte Ort besaß zu dieser Zeit vier Wohnhäuser und zwei landwirtschaftliche Gebäude. Zu dieser Zeit lebten 34 Einwohner im Ort, zwei katholischen und 32 evangelischen Glaubens.
Im Gemeindelexikon für die Provinz Rheinland werden für 1885 vier Wohnhäuser mit 26 Einwohnern angegeben. Der Ort gehörte zu dieser Zeit zur Landgemeinde Neuhückeswagen innerhalb des Kreises Lennep. 1895 besitzt der Ort vier Wohnhäuser mit 28 Einwohnern, 1905 drei Wohnhäuser und 32 Einwohner.

## Wander- und Radwege
Folgende Wanderwege führen durch den Ort oder an ihm vorbei:
- Die SGV-Hauptwanderstrecke X28 (Graf-Engelbert-Weg) von Hattingen nach Schladern/Sieg
- Der Ortswanderweg □ von der Wermelskirchener Knochenmühle zur Bevertalsperre
- Der Hückeswagener Rundweg O
- Der Ortsrundwanderweg A3 (Frohnhauser Bachtal)

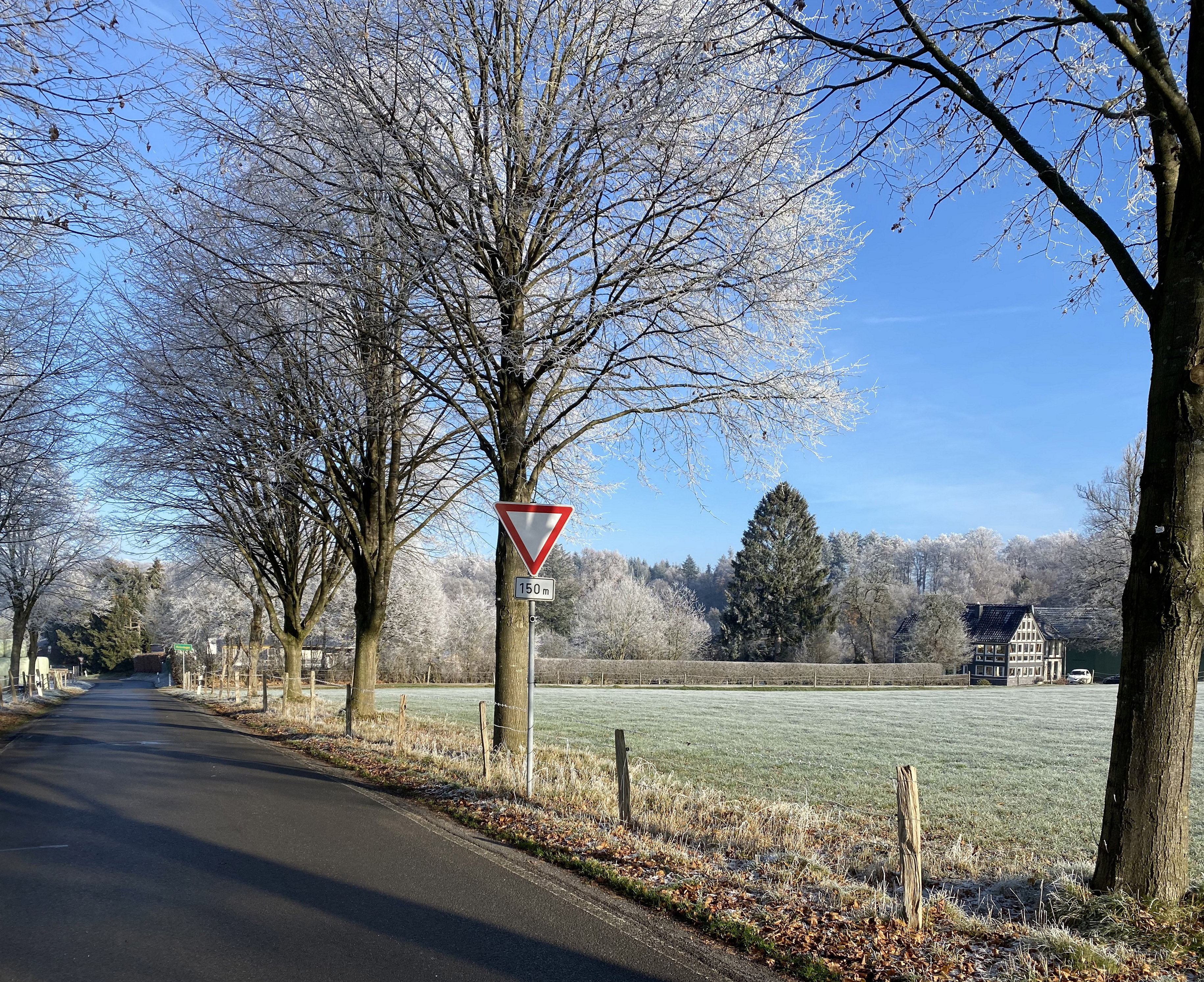
Mickenhagen von Süden (K 12)
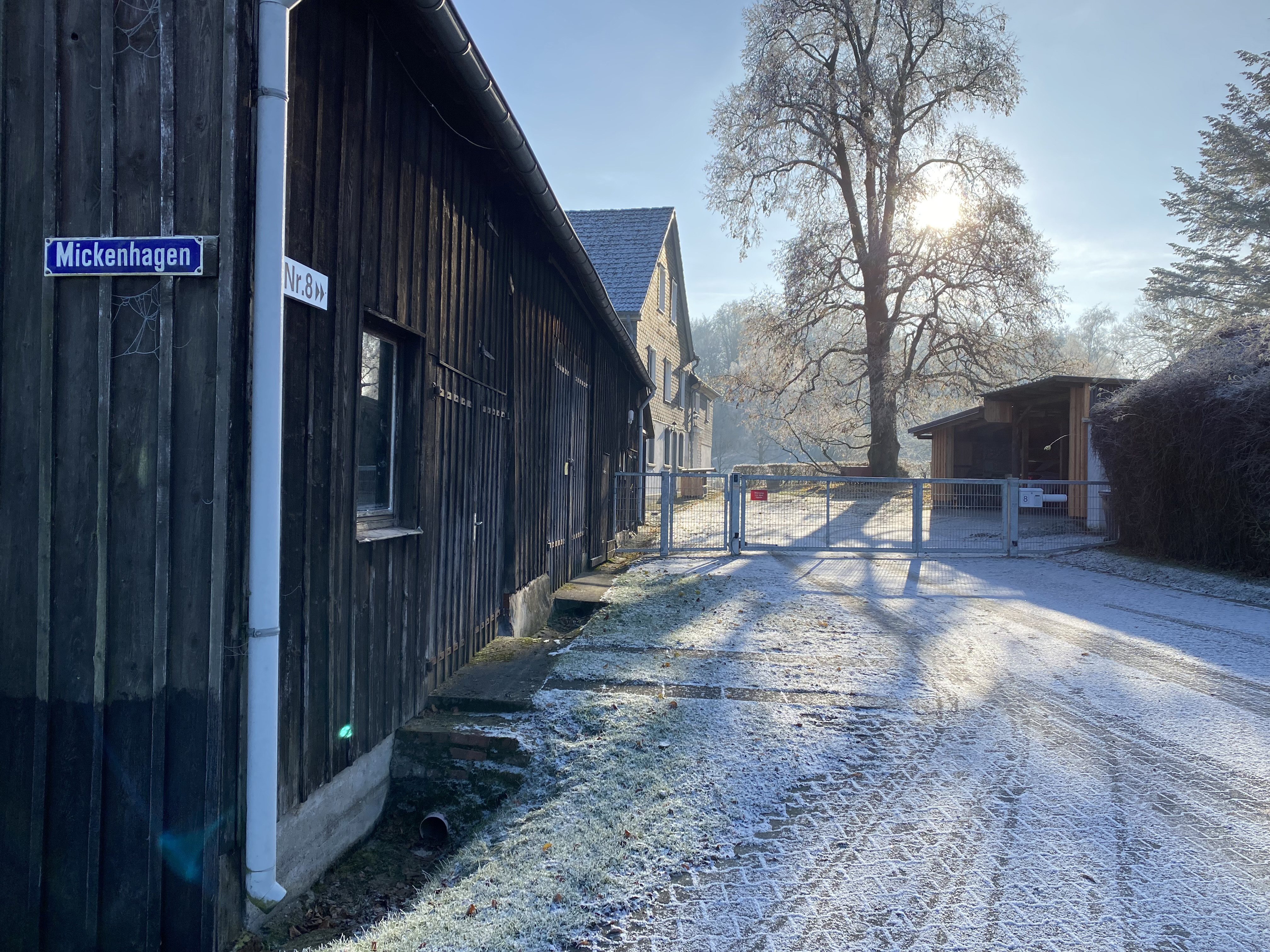
Mickenhagen 8
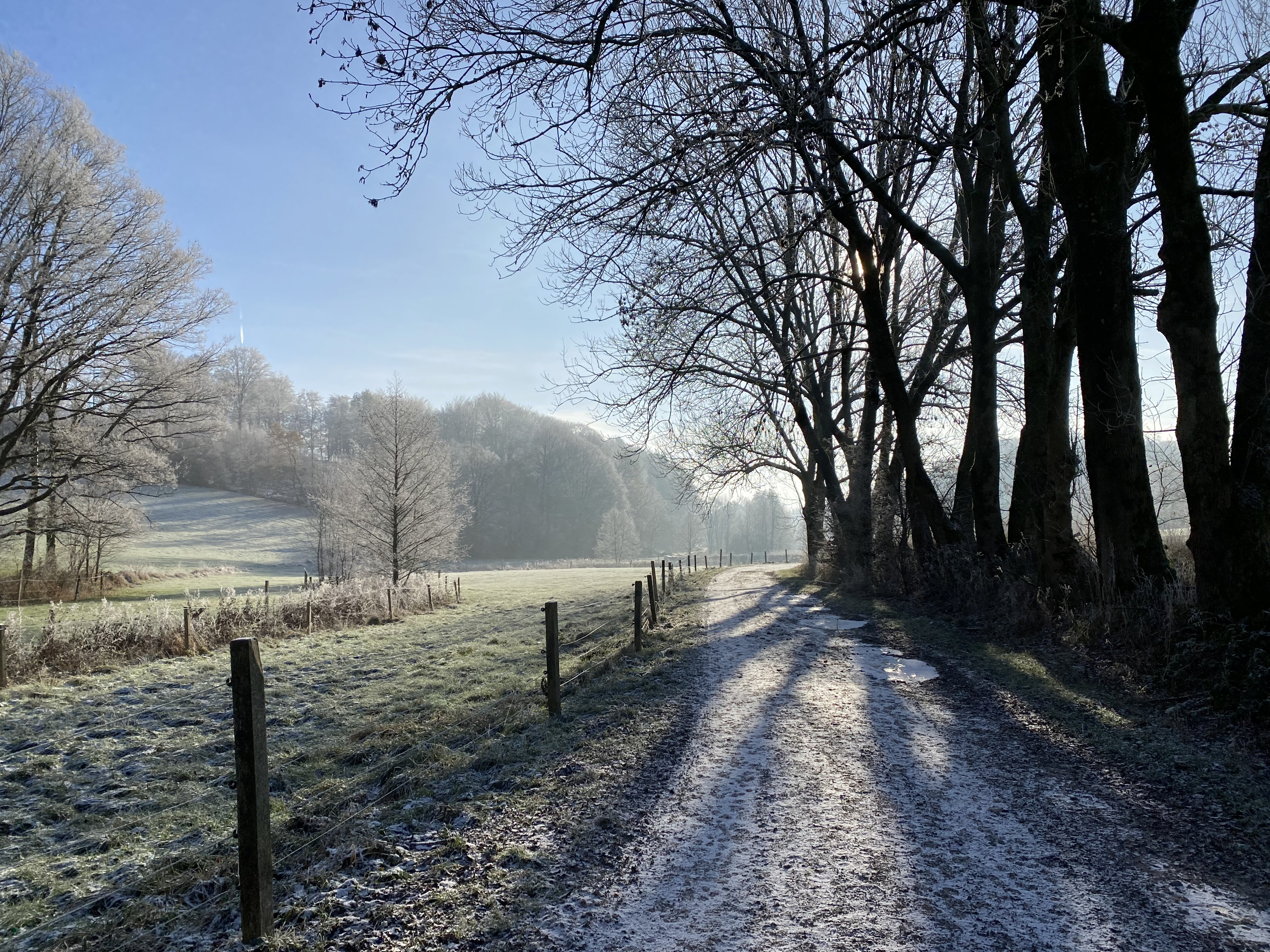
Mickenhagener Bachtal (Wanderweg A3)
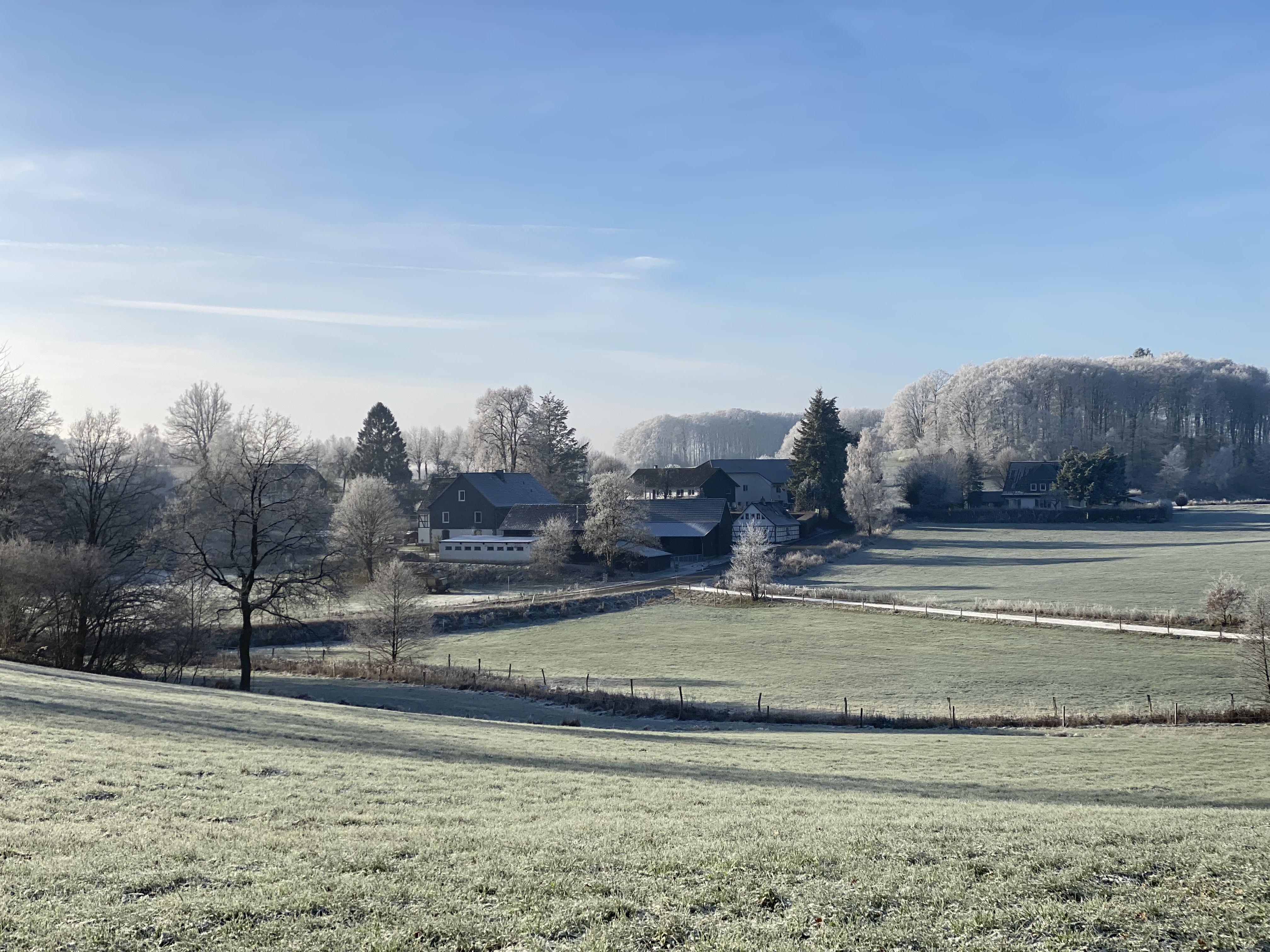
Mickenhagen (Winter 2022)